# Velike Lese
Velike Lese so naselje v Občini Ivančna Gorica.